# Oregoni Állami Egyetem (Cascades)
Az Oregoni Állami Egyetem Cascades campusa (OSU–Cascades) az Amerikai Egyesült Államok Oregon államának Bend városában található. Közép-Oregon egyetlen BA/BSc- és MA/MSc-szakokat is indító intézménye, emellett felsőoktatási szakképzéseket is kínál.

## Története
2012 augusztusában a felsőoktatási tanács hozzájárult a képzés négyévesre bővítéséhez; a 2015-ben induló új szakok helyszíne akkor még bizonytalan volt. 2013-ban a törvényhozás 16 millió dollárnyi kötvényt ítélt meg, amit magántőke bevonásával 24 millióra növeltek.

### Bővítés
2018 elején a törvényhozás 39 millió dollár támogatást szavazott meg a STEM-irányú bővítéshez. A 2019 nyarán kezdődő építkezés befejezését 2021 őszére tervezték. Az egyetem Deschutes megyétől megvásárolt egy 29,5 hektáros egykori hulladéklerakót, melynek tisztítási költségét 43,3 millió dollárra becsülték. A lerakó melletti egykori habkőbánya területén további 19 hektár áll rendelkezésre a bővítéshez, mellyel ötezer fős hallgatói létszámot kívánnak elérni. A campust hulladékmentessé akarják tenni.

## Elhelyezkedése
A campustól fél órányira található a Bachelor-hegy, valamint a Hayden Homes Amfiteátrum; ezekre épülve az intézménynek több hallgatói sportköre is van.

## Campus
A 2001-ben a Közép-oregoni Közösségi Főiskola Cascades épületében megnyílt intézmény 2015 őszétől indít négyéves képzéseket. Négyhektáros campusán négy épület található (egyiket a Bendi Tudományos Állomás működteti), az ötödik (Mesterképzési és Kutatási Központ) a Deschutes Sörfőzde közelében van.
A tantermek többsége a Don Tykeson üzletemberről elnevezett, 2016-ban átadott Tykeson épületben található. A 304 férőhelyes Cascades Student Residence kollégiumot, valamint a 250 férőhelyes étkezőt (Obsidian épület) 2017 januárjában adták át. Az Ed Ray rektor nevét viselő Edward J. Ray épületben a STEM-területek oktatása folyik.

## Oktatás
Az intézménynek huszonnégy alapszaka van, emellett a beiratkozóknak szakválasztás előtt lehetőségük van bemutató kurzusok hallgatására.

## Hallgatók
Az új campus első, 2017-es tanévében 1204 hallgatója volt, melyből 81-en elsőévesek, 158-an vendéghallgatók, 249-en pedig mesterképzésben részt vevők voltak. 92% oregoni, közülük 67% Közép-Oregonból származik. 28 hallgató külföldi volt. A tanulók negyede családjának első egyetemi hallgatója volt. 11% volt húsz év alatti, az átlagéletkor 29 év (a mesterhallgatóknál 33 év) volt. Hét százalék spanyol ajkú, hat százalék két másik kisebbség tagja volt.

## Fordítás
- Ez a szócikk részben vagy egészben  az   Oregon State University–Cascades című angol Wikipédia-szócikk ezen változatának fordításán alapul.  Az eredeti cikk szerkesztőit annak laptörténete sorolja fel. Ez a jelzés csupán a megfogalmazás eredetét és a szerzői jogokat jelzi, nem szolgál a cikkben szereplő információk forrásmegjelöléseként.